# Perlidae
Perlidae es una familia de insectos plecópteros.
Tiene más de 56 géneros con más de 1,100 especies descritas (Voshell). La mayoría de las Perlidae se encuentran en el este de Norteamérica, pero también tienen distribución mundial. Su ciclo de vida puede ser entre 1 y 3 años. Los adultos emergen en el verano. Los adultos son muy activos y conocidos por ser atraídos por las fuentes de luz. Por lo general son muy sensibles a cambios en el medio ambiente.
Los Perlidae se encuentran en medio frescos y claros de los arroyos grandes y, a veces, en los grandes ríos cálidos que transportan cieno. Son rastreadores y pueden moverse rápidamente. Consumen todo tipo de invertebrados. Las larvas son colectores-recolectores.

## Géneros
Hay 56 géneros.
Claasseniinae Sivec, Stark & Uchida 1988
- Claasseniini
  - Claassenia Wu, 1934

Acroneuriinae Klapálek 1914
- Acroneuriini Klapálek 1914
  - Acroneuria Pictet, 1841
  - Attaneuria Ricker, 1954
  - Beloneuria Needham & Claassen, 1925
  - Brahmana Klapálek, 1914
  - Calineuria Ricker, 1954
  - Caroperla Kohno, 1946
  - Doroneuria Needham & Claassen, 1922
  - Eccoptura Klapálek, 1921
  - Flavoperla Chu, 1929
  - Gibosia Okamoto, 1912
  - Hansonoperla Nelson, 1979
  - Hesperoperla Banks, 1938
  - Kalidasia Klapálek, 1914
  - Kiotina Klapálek, 1907
  - Mesoperla Klapálek, 1913
  - Niponiella Klapálek, 1907
  - Nirvania Klapálek, 1914
  - Perlesta Banks, 1906
  - Perlinella Banks, 1900
  - Schistoperla Banks, 1937
  - Sinacroneuria Yang & Yang, 1995
- Anacroneurini Stark & Gaufin 1976
  - Anacroneuria Klapálek, 1909
  - Enderleina Jewett, 1960
  - Inconeuria Klapálek, 1916
  - Kempnyella Illies, 1964
  - Kempnyia Klapálek, 1914
  - Klapalekia Claassen, 1936
  - Macrogynoplax Enderlein, 1909
  - Nigroperla Illies, 1964
  - Onychoplax Klapálek, 1914
  - Pictetoperla Illies, 1964

Perlinae Latreille 1802
- Neoperlini Enderlein 1909
  - Chinoperla Zwick, 1980
  - Furcaperla Sivec, 1988
  - Neoperla Needham, 1905
- Perlini Latreille 1802
  - Agnetina Klapálek, 1907
  - Dinocras Klapálek, 1907
  - Eoperla Illies, 1956
  - Etrocorema Klapálek, 1909
  - Kamimuria Klapálek, 1907
  - Marthamea Klapálek, 1907
  - Miniperla Kawai, 1967
  - Neoperlops Banks, 1939
  - Oyamia Klapálek, 1907
  - Paragnetina Klapálek, 1907
  - Perla Geoffroy, 1762
  - Phanoperla Banks, 1938
  - Tetropina Klapálek, 1909
  - Togoperla Klapálek, 1907
  - Tyloperla Sivec & Stark, 1988

subfamilia indeterminada
- - Helenoperla Sivec, 1997
  - Omanuperla McLellan, 1972
  - †Berekia Sinitshenkova, 1987 (fósiles)
  - †Chloroperloides Sinitshenkova, 1985 (fósiles)
  - †Dominiperla Stark & Lentz, 1992 (fósiles)
  - †Kaptsheranga Sinitshenkova, 1985 (fósiles)
  - †Pectinoperla Sinitshenkova, 1987 (fósiles)
  - †Perlitodes Sinitshenkova, 1987 (fósiles)
  - †Perlomimus Sinitshenkova, 1985 (fósiles)
  - †Savina Sinitshenkova, 1987 (fósiles)
  - †Trianguliperla Sinitshenkova, 1985 (fósiles)
  - †Tungussonympha Sinitshenkova, 1987 (fósiles)